# دودوک جردان
دودوک جردان (نام علمی: Rhinoptilus bitorquatus) نام یک گونه از تیره چلچله‌بیابانیان است.